# Communauté de communes Val de l’Indre-Brenne
Die Communauté de communes Val de l’Indre-Brenne (offizielle Schreibweise: Communauté de communes Val de l’Indre - Brenne) ist ein französischer Gemeindeverband mit der Rechtsform einer Communauté de communes im Département Indre in der Region Centre-Val de Loire. Er wurde am 30. Dezember 1997 gegründet und umfasst 12 Gemeinden, der Verwaltungssitz befindet sich im Ort La Chapelle-Orthemale.
Der Gemeindeverband ist nach dem Tal (französisch "val") des Flusses Indre sowie nach der Landschaft Brenne benannt.

## Mitgliedsgemeinden
| Gemeinde                                     | Einwohner 1. Januar 2022 | Fläche km² | Dichte Einw./km² | Code INSEE | Postleitzahl |
| -------------------------------------------- | ------------------------ | ---------- | ---------------- | ---------- | ------------ |
| Argy                                         | 574                      | 38,89      | 15               | 36007      | 36500        |
| Buzançais                                    | 4.431                    | 58,64      | 76               | 36031      | 36500        |
| Chezelles                                    | 451                      | 17,32      | 26               | 36050      | 36500        |
| La Chapelle-Orthemale                        | 100                      | 16,80      | 6                | 36040      | 36500        |
| Méobecq                                      | 366                      | 35,56      | 10               | 36118      | 36500        |
| Neuillay-les-Bois                            | 659                      | 47,63      | 14               | 36139      | 36500        |
| Niherne                                      | 1.457                    | 42,87      | 34               | 36142      | 36250        |
| Saint-Genou                                  | 939                      | 24,41      | 38               | 36194      | 36500        |
| Saint-Lactencin                              | 410                      | 32,20      | 13               | 36198      | 36500        |
| Sougé                                        | 146                      | 13,02      | 11               | 36218      | 36500        |
| Vendœuvres                                   | 1.094                    | 96,45      | 11               | 36232      | 36500        |
| Villedieu-sur-Indre                          | 2.615                    | 57,77      | 45               | 36241      | 36320        |
| Communauté de communes Val de l’Indre-Brenne | 13.242                   | 481,56     | 27               | –          | –            |